# Rutherford Alcock

Rutherford Alcock

Sir Rutherford Alcock KCB (* Mai 1809; † 2. November 1897 in London) war ein britischer Wundarzt, der später als Diplomat in Japan und China tätig war.

## Leben
Alcocks Mutter war früh verstorben, und er wuchs bei Verwandten im Norden Englands auf. Er wurde im Alter von 15 Jahren Lehrling seines Vaters Thomas Alcock, der Feldscher in Ealing war. Ferner lernte er am King’s College in London und dem Westminster Hospital. Er verbrachte auch ein Jahr in Paris, um Medizin und das Anfertigen von Wachsmodellen zu erlernen und lebte vom Verkauf von anatomischen Wachsmodellen.
Nach seiner Approbation erhielt er 1831 die Membership of the Royal College of Surgeons (M.R.C.S.) Er arbeitete im Royal Westminster Ophthalmic Hospital als Chirurg unter George James Cuthrie. Im folgenden Jahr meldete er sich als Freiwilliger in der Britischen Marine Brigade und nahm als Stabsarzt von 1832 bis 1834 im Miguelistenkrieg teil. Danach wechselte er im Mai 1835 zur Britischen Hilfslegion von Spanien und war so von 1835 bis 1837 Teilnehmer des Ersten Karlistenkriegs. Nach einem Jahr wurde er in den Rang eines Stellvertretenden Generalinspekteurs des Krankenhauswesens eingesetzt. Zunächst hatte er gehofft, am King’s College Hospital in London den Lehrstuhl für Militärchirurgie zu bekommen, der mit einer Wundarzt-Assistenzstelle am Westminster Hospital verbunden war, aber da er zunehmend an rheumatischen Fieberattacken litt, konnte er seine Daumen nicht mehr richtig gebrauchen und musste seine Arztkarriere aufgeben. 1839 wurde ihm ein Lehrauftrag für Chirurgie am Sydenham College angetragen und 1842 wurde er Inspektor für Anatomie im Innenministerium.

### Diplomatische Laufbahn
Rutherford Alcock schlug danach eine Diplomatische Laufbahn ein und wurde zunächst Britischer Konsul in Fuzhou, China (1844), in Shanghai (1846) und in Canton (1854). 1858 trat er vollständig in den Diplomatischen Dienst ein und wurde 1858 zum ersten britischen Konsul in Japan ernannt. Er traf 1859 in Edo ein, wo er mit Unterbrechungen bis 1865 residierte. Alcock spielte neben den anderen westlichen Diplomaten Dirk de Graeff van Polsbroek, Townsend Harris, Gustave Duchesne, Prince de Bellecourt und Max August Scipio von Brandt eine wichtige Rolle im Japan der 1850er und 1860er Jahre. Vor der offiziellen Öffnung des Hafens von Yokohama am 1. Juli 1859 traf sich Alcock mit De Graeff van Polsbroek und Harris zum Austausch. Alcock bemühte sich, Japan dem britischen Handel zu öffnen. Er wurde 1862 zum Ritter des Bathordens ernannt. 1864 war er nebst De Graeff van Polsbroek maßgeblich an den Vorbereitungen zum Bombardement von Shimonoseki der europäisch-amerikanischen Allianz beteiligt, das, neben anderen Zielen, die Inlandgewässer öffnen sollte. Zwischen 1865 und 1871 war er als britischer Minister (Botschafter) in Peking. Das „Alcock-Abkommen“ (Alcock convention) aus dem Jahr 1869 ist nach ihm benannt.
Von Mai 1882 bis Juli 1891 war Alcock Aufsichtsratsvorsitzender der North Borneo Chartered Company.

#### The Capital of the Tycoon
Während seines Londonaufenthaltes 1862 verfasste er The Capital of the Tycoon. Tycoon war zwischen 1854 und 1868 die Bezeichnung des Shogun unter den Ausländern in Japan. Dieses Werk, „ohne Frage die bedeutendste literarische Erscheinung über Japan seit dem Werk über Perry’s Expedition“, kommt auch ein speziell geografischer Wert zu durch die Beschreibung des Berges Fuji. Alcock hat das Verdienst, diesen Berg „unter allen Fremden zuerst bestiegen und zuerst eingehendere Nachrichten über ihn verbreitet zu haben.“

## Ehrungen
Picea alcockiana, die Alcocks-Fichte wurde nach ihm benannt.

## Werke
- Vorlesungen über die Amputation, besonders über die Verletzungen, welche sie erheischen, und über die Frage, wann und wie sie bei denselben vorzunehmen, gehalten in der mediz. Schule des Sydenham - Kollegiums. Ins Deutsche übertr. unter Redaktion des Dr. Fr. J. Behrend. Kollmann, Leipzig 1844.
- The Capital of the Tycoon: A narrative of a three years’ residence in Japan. 2 Bände, London, Longman 1863.
- Art and art industries in Japan. London, Virtue and Co. 1878.